# Rùa mai mềm bắc Trung Quốc
Rùa mai mềm bắc Trung Quốc (danh pháp hai phần: Pelodiscus maackii) là một loài rùa trong họ Trionychidae. Loài này được Brandt mô tả khoa học đầu tiên năm 1858.